# Rius d'Irlanda

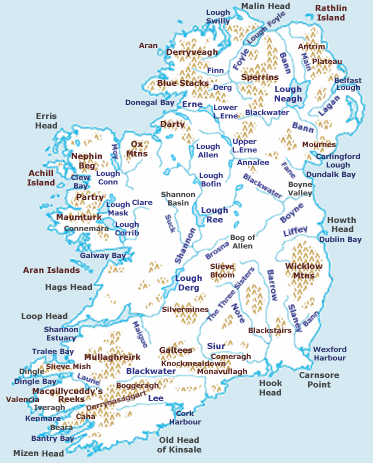
Alguns dels rius més grans o més coneguts d'Irlanda es mostren en aquest mapa (versió gran).

Dels Rius d'Irlanda el més important és el Shannon, amb 386 km és el de més gran longitud tant de Gran Bretanya com d'Irlanda, que separa l'interior del país de la costa oest d'Irlanda. El riu es desenvolupa al llarg de tres llacs en el seu curs: el llac Allen, el llac Ree i el llac Derg. D'ells, el Derg és el més gran. El riu Shannon desemboca a l'oceà Atlàntic a l'altura de Limerick a l'estuari que porta el nom del mateix riu. Altres rius importants són el Liffey, el Lee, el Blackwater, el Nore, el Suir, el Barrow i el Boyne.

## Història dels rius d'Irlanda
Els rius irlandesos s'han utilitzat com a via de transport des de temps immemorial. Els vikings els van utilitzar per arribar a l'interior d'Irlanda i saquejar les seves poblacions. El marí viking, Thormodr Helgason, va utilitzar la seva base a la costa occidental per arrasar poblats al llarg del riu Shannon des del llac Derg fins al llac Ree. L'any 937 els vikings del regne de Limerick van lluitar contra els del regne de Dublín al llac Ree i van ser derrotats. El 943 van ser derrotats novament pel cap d'un clan local (els Dalcasians) que s'havia unit a Ceallachan, rei de Munster i van ser obligats a pagar tribut als clans. El poder dels vikings mai no va tornar a ser el que fora i van quedar reduïts al nivell d'un clan més petit en les lluites pel poder dels segles següents.

### Canals
Al segle xix es van construir canals que connectaven el Shannon amb Dublín. Van ser importants per al transport de béns i mercaderies abans de l'arribada del ferrocarril. Els més importants van ser el Gran Canal d'Irlanda Grand Canal of Ireland i el Reial Canal d'Irlanda Royal Canal of Ireland.

## Llista de rius
Aquesta és una llista de rius de tota l'illa coneguda com a Irlanda; és a dir, inclou rius tant d'Irlanda del Nord com de la República d'Irlanda.
Els rius apareixen al sentit de les agulles del rellotge, començant des del Foyle al Comtat de Derry, i per conveniència es divideixen per jurisdiccions i pel mar en què cada un d'ells desemboca.

### Irlanda del Nord
- Foyle
  - Deele
  - Finn
    - Reelan

  - Mourne
    - Derg
- Bann
  - Main
  - Blackwater (Irlanda del Nord)
- Bush
- Lagan
- Quoile
- Clanrye

### Rius de la República d'Irlanda que desemboquen al Mar d'Irlanda
- Fane
- Boyne
  - Blackwater (Meath)
- Liffey
- Avoca
  - Avonmore
- Slaney
  - Bann (Wicklow)

### Rius de la República d'Irlanda que desemboquen al Mar Cèltica
- Barrow
  - Nore
    - Kings

  - Tar
- Riu Blackwater (Kerry)
- Blackwater (Cork)
  - Awbeg
  - Dalua
  - Bride
- Lee
- Bandon

### Rius de la República d'Irlanda que desemboquen en l'Oceà Atlàntic
- Carrowbeg
- Clare
- Corrib
  - Robe (via Loughs Mask i Corrib)
- Doonbeg
- Erne
  - Annalee
- Eske
- Feale
- Garavogue
- Gweebarra
- Kenmare
- Laune
- Moy
- Shannon
  - Deel
  - Maigue
  - Brosna
  - Inny
  - Suck
- Suir
  - Drish
    - Negre
- Swilly